# Кильписъярви
Кильписъярви (фин. Kilpisjärvi) — озеро на северо-востоке Скандинавского полуострова, на границе Финляндии и Швеции. Состоит из двух плесов — Кильписъярви и Алаярви. Площадь поверхности — 37,33 км². Объём воды — 0,73 км³. Высота над уровнем моря — 473 м.
На берегу озера с финской стороны находится деревня (посёлок) Кильписъярви.
Кильписъярви окружают несколько сопок (часть Скандинавских гор), наиболее значительная — Саана. В нескольких километрах к северо-востоку от озера находится Трериксросет — место где сходятся границы Финляндии, Швеции и Норвегии.
Из-за северного и горного расположения большую часть года озеро находится подо льдом.
Из озера берёт начало река Чёнкемеэльвен (в литературе встречаются также русские названия, образованные от финского написания топонима, — Кёнкямяэно и Кёнкямяено), одна из составляющих реки Муониоэльвен.